# 公立松任石川中央病院
公立松任石川中央病院（こうりつまっとういしかわちゅうおうびょういん）は、石川県白山市倉光にある公立の病院。

## 概要
病院の開設者は白山市、野々市市、能美郡川北町の2市1町を構成する白山石川医療企業団である。2市1町の中核的医療機関でかつ二次救急医療機関でもある。

## 診療科
- 内科
- 循環器科
- 呼吸器科
- 小児科
- 消化器科
- 外科
- 整形外科
- 脳神経外科
- 産婦人科
- 皮膚科
- 眼科
- 耳鼻咽喉科
- 泌尿器科
- 精神科
- 神経科
- 歯科
- 放射線科
- リハビリテーション科
- 麻酔科

## 病床数
2013年（平成25年）現在
- 全病床数 - 305床
  - 一般病床 - 275床
  - 精神病床 - 30床

## 沿革
- 1948年（昭和23年）8月17日 - 石川郡松任町に石川郡中央病院開設。
- 1969年（昭和44年）8月1日 - 名称を公立石川中央病院に変更。
- 1989年（平成元年）3月23日 - 新病院が松任市倉光に落成。
- 1989年（平成元年）4月1日 - 新病院が開業。同時に名称を公立松任石川中央病院に変更。
- 1993年（平成5年）4月1日 - 川北町が新たに運営主体に加入する。

## アクセス
- 北鉄白山バス川北線・三反田線・白山線「松任中央病院」バス停下車。
- めぐーる中央病院ルートで「中央病院」バス停下車。
- のんキー「松任石川中央病院」バス停下車。